# Dr. Jack
Dr. Jack è un film del 1922 di Fred C. Newmeyer, con Harold Lloyd.
Fu uno dei pochissimi film in cui Lloyd non interpretava la solita parte del ragazzo.

## Trama
Il dottor Ludwig Von Saulsbourg (Eric Mayne) è un ciarlatano che ha trovato il modo di arricchirsi fingendo di curare la figlia (Mildred Davis) del ricco signor Charles Haskell (John T. Prince), facendo credere a tutti che la ragazza è gravemente ammalata e bisognosa di tante medicine, cure ed assistenza continua. Il losco dottore vieta alla ragazza qualsiasi cosa, anche di annusare il profumo dei fiori o di ascoltare una canzone e, aiutato da due arcigne infermiere, tiene la presunta malata in una perenne oscurità, negandole persino la luce del sole. Questo strano modo di fare del dottor Von Saulsbourg non sfugge all'avvocato Jamison (C. Norman Hammond), amico di famiglia degli Haskell, che consiglia al padre della ragazza di sentire almeno un altro parere medico, considerato che dopo quattro anni di "cure" praticate dal dottor Von Saulsbourg non vi sono stati miglioramenti, Il signor Haskell sembra accettare il consiglio ma il dottore, che ha sentito il consiglio dell'avvocato, convince, addirittura, il padre a far ricoverare la figlia nella sua clinica, proprio per evitare che altri medici la visitino. 
Nel frattempo, nella piccola cittadina di Magnolia Meadows, il dott. Jack, medico di campagna, è indaffaratissimo a curare, pressocché gratuitamente (nell'ultimo anno i suoi guadagni sono stati, in tutto, di soli 300 dollari), la povera gente che si rivolge a lui e lo fa senza prescrivere medicine ma con tanto buon senso ed un'abbondante dose di comprensione e simpatia, dispensando a tutti una buona parola o un gesto gentile. I suoi numerosi pazienti si rivolgono a lui per i casi più disparati e il giovane dottore li risolve, anche quando si tratta di impedire che il padre (James T. Kelley) di una ragazza (Florence Mayon) perda al poker tutta la propria paga o di mandare a scuola un ragazzino (Mickey Daniels) che si finge malato, pur evitandogli la punizione materna. In una delle sue visite, si reca da un'anziana signora (Anna Townsend) afflitta, depressa e debilitata a cui somministra una "nuova" medicina. Il dottor Jack, infatti, ha fatto venire il figlio dell'anziana a trovarla e costei, alla vista dell'amato figliuolo, riprende vigore e buon umore, trasformandosi subito in un'arzilla vecchietta che si coccola con amore il figlio che altri non è che l'avvocato Jamison. Visto il risultato, il dottor Jack "prescrive", allora, che l'avvocato vada a trovare la madre almeno una volta al mese. Nel mentre, la ragazza apparentemente malata, il padre e il disonesto dottor Von Saulsbourg sono di ritorno dal sanatorio in cui la ragazza era stata rinchiusa per un certo tempo e fanno una sosta proprio a Magnolia Meadows. Il caso vuole che nel medesimo ristorante dove il terzetto entra per pranzare, sopraggiunga anche il dottor Jack, che, dato l'affollamento del locale, viene fatto accomodare allo stesso tavolo della ragazza. Tra i due scocca subito la scintilla dell'amore mentre l'antipatico dottor Von Saulsbourg è preso di mira da una serie di piccoli incidenti casuali che lo inducono ad abbandonare il ristorante insieme alla sua paziente ed al padre di lei. Il giovane dottore, ormai completamente innamorato, inizia a fare romantici "castelli in aria". Poco dopo, egli viene contattato dall'avvocato Jamison che lo convince a visitare una paziente che vive in città e che è finita nelle mani di un imbroglione e, così, i due giungono insieme a casa proprio del padre della ragazza, suscitando la contrarietà del dottor Von Saulsbourg. Sia per Jack che per la ragazza è una piacevole sorpresa incontrarsi di nuovo ed adesso il giovane dottore ha una ragione in più per curare la graziosa paziente. Visitandola, si rende conto che le sue condizioni fisiche sono buone e, quindi, per prima cosa, inizia a far entrare la luce del sole nella stanza e, ovviamente, a flirtare, ricambiato, con la sua amata. Tutto questo ha un effetto immediatamente positivo sulla giovane che riprende a sorridere. Sopraggiunge, però,il dottor Von Saulsbourg che sentenzia che quanto fatto da Jack ha solo peggiorato le condizioni di salute della ragazza e cerca di convincerlo che le cure da lui prescritte sono quelle giuste ma il giovane dottore ha occhi solo per la fanciulla ed ha capito che ella non necessita di alcun farmaco ma il solo male che la affigge è la noia. Le sue timide "avancés" da innamorato vengono, però, sfruttate dal disonesto dottor Von Saulsbourg per convincere il signor Haskell a dire al giovane che la mattina successiva dovrà lasciare la sua abitazione. Quella notte, mentre i due giovani, con estrema tristezza, si stanno salutando, suonano alla porta due poliziotti che stanno dando la caccia ad un certo Logan, un gobbo folle e pericoloso che è stato visto nei paraggi. Al solo sentire la notizia che, di certo, interrompe la monotonia della propria vita, la ragazza sembra elettrizzarsi. Jack fa notare al padre il miglioramento istantaneo delle condizioni della figlia ma ancora una volta è il dottor Von Saulsbourg a condizionare le decisioni del signor Haskell. A questo punto, Jack ha un'idea: si traveste alla bell'e meglio per apparire come l'uomo ricercato ed inizia a terrorizzare tutti gli occupanti della casa, servitù compresa. In un vorticare di rapidi cambiamenti d'aspetto, inseguimenti, ruzzoloni per le scale, fughe, tiri alla fune e perfino un cane feroce, la faccenda si risolve. Mentre il dottor Von Saulsbourg, infatti, cerca di abbandonare, vigliaccamente, la casa, Jack svela a tutti il suo travestimento e rivela di averlo fatto per amore della ragazza. Il lestofante, allora, ci ripensa e dice di voler restare. È la ragazza, a questo punto, ormai del tutto guarita grazie alle emozioni della nottata, a travestirsi da Logan, spaventando di nuovo il pavido dottore. Alla fine la giovane, mostrando anche il suo amore per Jack, convince il padre e cacciare di casa il medico imbroglione mentre quello giovane può riprendere a fare "castelli in aria", abbracciando teneramente il suo amore.